# 段取り力検定
段取り力検定（だんどりりょくけんてい）は、かつて大阪商工会議所が実施していた検定試験。別名、PWA検定（Project Work Ability 検定）ともいう。

## 概要
プロジェクトマネジメントの考え方をベースに、効率の良い仕事の進め方を身につけることを目的とした検定試験であった。
試験はマークシート形式で、合格基準は満点の70％以上であった。
出題範囲
- ビジネス知識：企業の目的、企業と組織、ビジネスモデル、ステークホルダ（利害関係者）、PDCAサイクル、プロジェクトの定義など
- 企画知識：問題の解決手法（MECE、ロジックツリー）、プロジェクトの3要素（期間、資源、目標範囲）など
- 計画知識：作業の細分化、作業分解図（WBS）、各作業の優先順位、役割分担、クリティカルパス法、スケジュール作成、予算の設定方法など
- リスクの管理知識：リスクの洗い出し、リスク評価、進捗管理、報・連・相など